# Expositio in Cantica canticorum
Si tratta del secondo commento del Cantico dei Cantici, dopo il Sigillum, scritto da Onorio Augustodunense.

## L'opera
Risulta molto difficile attribuire una datazione precisa, il testo è però dedicato al successore dell'abate Conone di Regensburg e da questa informazione si può ricavare il termine post quem del 1132, cioè l’anno della morte di Conone. 
Inoltre, diversi elementi interni al testo fanno pensare a una produzione tarda di quest’opera nella vita di Onorio. Infatti, questo aveva approfondito il suo approccio a un materiale così complesso, cosa che è sottolineata dall’autore stesso. 

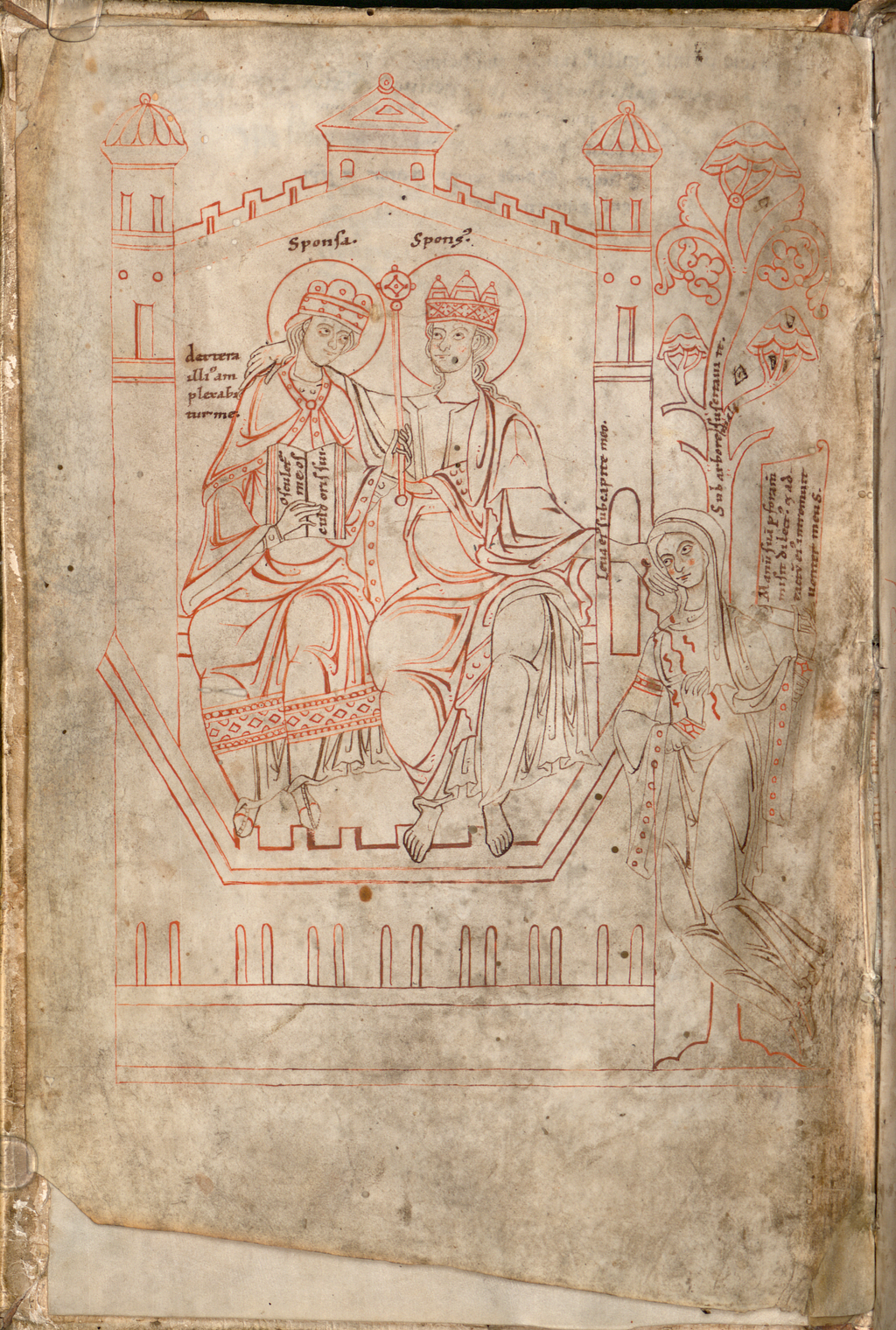
Cristo e la sua sposa (ms. München, Bayerische Staatsbibliothek, Clm 4550).

Questo lungo commentario faceva parte di uno sforzo di esegesi biblica più ampio; Onorio afferma che il Cantico dei Cantici ha come argomento principale il matrimonio tra Cristo e la chiesa. Il numero che sta al centro dello sforzo esegetico di Onorio è il quattro: quattro sono i metodi esegetici (storico, allegorico, tropologico, anagogico), quattro sono gli esempi di matrimoni associati a ogni metodo, tutto il processo di redenzione è interpretato come quadruplice: ci sono quattro epoche attraverso cui il matrimonio di Cristo con la chiesa deve passare (ante legem, sub lege, sub gratia, sub Antichristo) e queste età corrispondono con le quattro parti del mondo e con le quattro età degli uomini, ci sono quattro manifestazioni bibliche della sposa di Cristo. Onorio divide il suo lavoro in quattro trattati per occuparsi di ognuna delle spose: la figlia di Faraone, la figlia del re di Babilonia, la donna di Shunem e la Mandragora. Divide anche il testo del Cantico dei Cantici in quattro parti per analizzarne una in relazione a ogni sposa. L’elemento più sorprendente di questo commento è l’assenza della Vergine Maria.  
Onorio utilizza fonti scolastiche, molte di quelle germaniche sono andate perse ma è possibile individuarne altre. Certamente usò la Glossa Ordinaria ma anche il lungo commento di Rodolfo di Laon, Anselmo e Giovanni Scoto Eriugena.

## Tradizione manoscritta
La tradizione è composta da circa 150 manoscritti. L'area di diffusione è per circa due terzi germanica; molte copie del XIV-XV secolo sono conservate a Praga e in altre sedi dell'Europa orientale, dove giunsero probabilmente dalla Germania stessa dando inizio a una fortuna locale. 
Meno rappresentate la Francia, con una quindicina di testimoni soprattutto del primo periodo (XII-XIII secolo) e l'Italia, con una decina del XIII-XIV spesso però di provenienza ignota; appena cinque sono i codici inglesi. 
Vi sono diversi casi di copie frammentarie o estratti. L'attribuzione è spesso assente; altrimenti risulta corretta malgrado qualche confusione con il papa omonimo e lo scambio con Orosio. 
Sporadicamente compaiono i nomi di Ugo di San Vittore (in tre copie), Origene (in due), Tommaso d'Aquino, Bernardo, Roberto: tutte le pseudoattribuzioni risalgono comunque al XIV-XV secolo, con l'eccezione di una comparsa di Anselmo - non meglio definito - nel XII. Talvolta nella titolatura vi è confusione con il Sigillum, al quale peraltro l'Expositio si accompagna in una ventina di manoscritti, tutti tedeschi ad eccezione di uno inglese.

## Edizioni
- PL 172, coll. 347-496